# James Abankwah
James Bright Adusei Abankwah (Waterford, 16 de enero de 2004) es un futbolista irlandés que juega en la demarcación de defensa central en el Watford F. C. de la EFL Championship, cedido por el Udinese Calcio de la Serie A de Italia.

## Selección nacional
El 13 de marzo de 2025, Abankwah recibió su primera convocatoria con la selección absoluta de la República de Irlanda, para los partidos de la Liga de Naciones de la UEFA contra Bulgaria.

## Clubes
| Club                  | País       | Año                    |
| --------------------- | ---------- | ---------------------- |
| St Patrick's Athletic | Irlanda    | 2021-2022              |
| Udinese Calcio        | Italia     | 2022-presente          |
| St Patrick's Athletic | Irlanda    | 2022 (Cedido)          |
| Charlton Athletic     | Inglaterra | 2023-2024 (Cedido)     |
| Watford               | Inglaterra | 2025 (Cedido)          |
| Watford               | Inglaterra | 2025-presente (Cedido) |

## Estadísticas
Actualizado el 3 de mayo de 2025.
| Club                                        | Div           | Temporada     | Liga  | Liga  | Copas nacionales | Copas nacionales | Torneos internacionales | Torneos internacionales | Total | Total |
| Club                                        | Div           | Temporada     | Part. | Goles | Part.            | Goles            | Part.                   | Goles                   | Part. | Goles |
| ------------------------------------------- | ------------- | ------------- | ----- | ----- | ---------------- | ---------------- | ----------------------- | ----------------------- | ----- | ----- |
| St Patrick's Athletic F.C. Irlanda          | 1.ª           | 2021          | 9     | 0     | 4                | 0                | –                       | –                       | 13    | 0     |
| Total club                                  | Total club    | 8             | 0     | 2     | 0                | 0                | 0                       | 10                      | 0     |       |
| Udinese Calcio · Italia                     | 1.ª           | 2021-22       | 0     | 0     | –                | –                | –                       | –                       | 0     | 0     |
| Udinese Calcio · Italia                     | 1.ª           | 2022-23       | 2     | 0     | 0                | 0                | –                       | –                       | 2     | 0     |
| Udinese Calcio · Italia                     | 1.ª           | 2023-24       | 0     | 0     | 0                | 0                | –                       | –                       | 0     | 0     |
| Udinese Calcio · Italia                     | 1.ª           | 2024-25       | 6     | 0     | 2                | 0                | –                       | –                       | 8     | 0     |
| Total club                                  | Total club    | 8             | 0     | 2     | 0                | 0                | 0                       | 10                      | 0     |       |
| St Patrick's Athletic F.C. (cesión) Irlanda | 1.ª           | 2022          | 11    | 0     | –                | –                | 1                       | 0                       | 12    | 0     |
| Total club                                  | Total club    | 8             | 0     | 2     | 0                | 0                | 0                       | 10                      | 0     |       |
| Charlton Athletic F.C. (cesión) Inglaterra  | 3.ª           | 2023-24       | 2     | 0     | 1                | 0                | –                       | –                       | 3     | 0     |
| Total club                                  | Total club    | 8             | 0     | 2     | 0                | 0                | 0                       | 10                      | 0     |       |
| Watford F.C. (cesión) Inglaterra            | 2.ª           | 2024-25       | 19    | 0     | –                | –                | –                       | –                       | 19    | 0     |
| Total club                                  | Total club    | 8             | 0     | 2     | 0                | 0                | 0                       | 10                      | 0     |       |
| Watford F.C. (cesión)                       | 2.ª           | 2025-26       | 0     | 0     | 0                | 0                | –                       | –                       | 0     | 0     |
| Total carrera                               | Total carrera | Total carrera | 59    | 0     | 7                | 0                | 1                       | 0                       | 67    | 0     |

### Selección nacional
| Selección                                  | Año                 | Partidos | Goles |
| ------------------------------------------ | ------------------- | -------- | ----- |
| Irlanda Sub-16                             | 2020                | 2        | 0     |
| Irlanda Sub-19                             | 2021                | 5        | 0     |
| Irlanda Sub-19                             | 2022                | 6        | 1     |
| Irlanda Sub-19                             | 2023                | 2        | 0     |
| Irlanda Sub-23                             | 2023                | 2        | 0     |
| Irlanda Sub-23                             | 2024                | 7        | 0     |
| Total en su carrera                        | Total en su carrera | 24       | 1     |
| Irlanda                                    | 2025                | -        | -     |
| Total en su carrera                        | Total en su carrera | 21       | 1     |
| Estadísticas hasta el 23 de marzo de 2025. |                     |          |       |

## Palmarés

### Distinciones individuales
| Distinción      | Año  |
| --------------- | ---- |
| Copa de Irlanda | 2021 |